# Theotima makua
Espèce
Theotima makua est une espèce d'araignées aranéomorphes de la famille des Ochyroceratidae.

## Distribution
Cette espèce est endémique d'Hawaï aux États-Unis,. Elle se rencontre à Oahu dans la grotte Makua Cave et à Kauai dans les grottes Knudsen Cave et Koloa Cave.

## Description
Le mâle holotype mesure 1,1 mm et la femelle paratype 1,1 mm.

## Étymologie
Son nom d'espèce lui a été donné en référence au lieu de sa découverte, la Makua Cave.

## Publication originale
- Gertsch, 1973 : The cavernicolous fauna of Hawaiian lava tubes, 3. Araneae (spiders). Pacific Insects, vol. 15, no 1, p. 163-180 (texte intégral).